# Washington (New York)
Washington è un comune degli Stati Uniti d'America, situato nello stato di New York, nella contea di Dutchess.